# Цу (бог)
Цу, или Цай, Цей (чеч.-ингуш. ЦIу, ЦIай, ЦIей) — бог в нахской мифологии. Сведения о нём крайне скупы и, в основном, состоят из предположений некоторых исследователей-кавказоведов XX—XXI веков.

## Имя
Огласовка и орфография имени божества в русском языке не имеет единой словоформы и указывается как Цу или, иногда, Цай и Цей. В современном чеченском и ингушском языках — ЦIу или ЦIай и ЦIей.

## Функции
Множество упоминаний бога Цу и описание его функций собрал в своём топонимическом словаре «Топонимия Чечено-Ингушетии» (1976—1985) чеченский краевед А. С. Сулейманов. Согласно его предположениям, основанным на почти двадцатилетних полевых исследованиях, Цу — это бог огня и домашнего очага, владыка диких животных, покровитель охоты и охотников.

## Культовые объекты
Топонимия на территории расселения представителей нахских народов предполагает связь некоторых топонимов с культовыми местами, возможно когда-то посвящённых богу Цу. Среди подобных названий А. С. Сулейманов выделил ряд объектов: святилище Мят-лоамтара Цялг (чеч.-ингуш. Маьт-лоамтIара ЦIаьлг, «Мят горы святилище») на горе Мят-Лоам (совр. назв. Столовая) около селения Бейни; святилище на горе Цен лоам (чеч.-ингуш. ЦIен лоам, «Цу гора») на северной стороне селения Гули; гора — Циечу лоамта (чеч.-ингуш. ЦIечу лоамтIа, «Цая горе на») около Хамхи; священные рощи — в местечке Цайн алах (чеч.-ингуш. ЦIайн Iалах) около селения Хийлах, Цян авлах бассуо и Цен авлах (чеч.-ингуш. ЦIаьн Iавлах бассуо и ЦIен Iавлах) в Пешха, Цей хун (чеч.-ингуш. ЦIей хьун, «Цей лес») на западной стороне селения Гули; камень — Цай кхераге (чеч.-ингуш. ЦIайн кхераге «Цая валуну к») около селения Аллерой; покосы — Цайн цонашкие (чеч.-ингуш. ЦIайн цонашкие, «Храмовые Цая покосы»).

## Связанные топонимы
А. С. Сулейманов считал возможным, что этимология некоторых нахских топонимов, например, урочище Цандашка (чеч.-ингуш. ЦIандашка) около горы Дуьйра-лам и другие объекты — ЦIейштIи, ЦIовгашка, могли восходить к имени бога Цу.